# سرماطيات
سرماطيات (الاسم العلمي Megasecoptera)، رتبة حشرات منقرضة من طبقة المفاكيات. أحافيرها تعود إلى الأخيرة من الاباج الأول المعروفة أيضًا بالعصرالبرمية. أحافيرها تدل على أن جميع حشراتها كانت كبيرة القد، قضيفة الاجسام، مفترسة كما هي الحال عند اليعاسيب المعاصرة. فصائلها المعروفة 22 وأجناسها نحو 35.